# 856 Backlunda
A 856 Backlunda (ideiglenes jelöléssel 1916 S30) a Naprendszer kisbolygóövében található aszteroida. Szergej Beljavszkij fedezte fel 1916. április 3-án.